# Charles Béranger
Pour les articles homonymes, voir Béranger.
Charles Béranger, né à Sèvres le 21 novembre 1816 et mort à Paris le 15 mai 1853,,, est un peintre français.

## Biographie
Charles Béranger a été élève de son père Antoine Béranger, peintre à la manufacture de Sèvres, puis de Paul Delaroche à l'École des beaux-arts.
Il est le frère de Suzanne Estelle Apoil, née Béranger et de Jean-Baptiste Antoine Emile Béranger (1814-1883), peintre de genre.
Il obtient une 3e médaille en 1839 et une 2e médaille en 1840.

## Œuvres
- 1846, Stilleben mit Kupferkanne und erlegten Rebhühnern, huile sur toile, vente 2001[5]
- 1853, Replica of The Hémicycle, L'Hémicycle d'honneur de l'École des beaux arts de Paul Delaroche, Walters Art Museum, Baltimore[6]